# University of Buckingham
Die University of Buckingham (UB) ist eine gemeinnützige Privatuniversität in Buckingham, England, und die älteste der fünf privaten Universitäten des Landes.

## Geschichte
Die UB wurde 1973 als University College at Buckingham (UCB) gegründet und nahm 1976 die ersten Studenten auf. Durch eine königliche Urkunde erhielt sie 1983 den Status einer Universität. Buckingham bietet in fünf „Schulen“ (entspricht nicht ganz den Fakultäten) Bachelor-, Master- und Promotionsstudiengänge an:
- Bildung/Pädagogik (Education)
- Jura/Rechtswesen (Law)
- Arts and Languages
- Wirtschaft (Business)
- Science and Medicine
- Psychologie (Psychology)

Die UB war eng mit Margaret Thatcher verbunden, die als Bildungsministerin die Gründung der Hochschule im Jahr 1973 überwachte und als Premierministerin maßgeblich an der Erhebung der Hochschule zur Universität im Jahr 1983 beteiligt war – und damit die erste private Universität im Vereinigten Königreich seit der Gründung des University Grants Committee im Jahr 1919 schuf. Als sie sich 1992 aus der Politik zurückzog, wurde Margaret Thatcher der zweite Kanzler der Universität, ein Amt, das sie bis 1998 innehatte. Die UB finanziert ihre Lehre ausschließlich aus Studiengebühren und Stiftungsgeldern; sie erhält keine direkten staatlichen Mittel (über das Office for Students oder Research England), obwohl ihre Studenten Studentendarlehen von der Student Loans Company erhalten können.
Die UB hat den Status einer gemeinnützigen Einrichtung, die sich den Zielen von Forschung und Bildung verschrieben hat.

## Zahlen zu den Studierenden
Im Studienjahr 2022/2023 nannten sich von den 3760 Studenten der University of Buckingham 1990 weiblich (52,9 %) und 1765 männlich (46,9 %). 2019/2020 waren es 3100 Studierende gewesen.